# Jill Paton Walsh
Gillian Bliss, conocida como Jill Paton Walsh (Londres, 29 de abril de 1937-18 de octubre de 2020) fue una novelista y escritora infantil británica. Es reconocida por su novela nominada al premio Booker Knowledge of Angels y los misterios de Peter Wimsey y Harriet Vane que completaron y continuaron el trabajo de Dorothy L. Sayers.

## Biografía
Nació el 29 de abril de 1937 en Londres. Se fue con su madre y hermanos a vivir con sus abuelos en St. Ives, Cornualles, cuando tenía tres años debido a los bombardeos a la ciudad en la Segunda Guerra Mundial. En 1944, después de la muerte de la abuela, regresó a Londres para vivir con su madre y sus hermanos menores, que habían regresado antes a Londres. Se educó en el convento de St. Michael, North Finchley, Londres. Estudió literatura inglesa en el St Anne's College, en Oxford, y vivió en Cambridge.
Después de graduarse, enseñó inglés en Enfield Girls Grammar School, pero dejó su puesto en 1962, ya que estaba esperando su primer hijo. En 1961, se había casado con Antony Paton Walsh (fallecido el 30 de diciembre de 2003); la pareja tuvo un hijo y dos hijas; se separaron en 1986. En 2004, se casó con John Rowe Townsend, quien murió en 2014. En septiembre de 2020, se casó con su tercer marido, Nicholas Herbert, el tercer barón Hemingford. Jill Paton Walsh murió un mes después, el 18 de octubre de 2020, a los ochenta y tres años.

## Escribir para niños
En un ensayo sobre el realismo en la literatura infantil, Paton Walsh afirmó que el realismo (como la fantasía) también es metafórico, y que le gustaría que la relación entre el lector y sus personajes Bill y Julie fuera tan metafórica como la que existe entre «los dragones y la codicia o coraje de los lectores». Además se describió a sí misma como una «principiante tardía» en la escritura, ya que comenzó a la edad de veintiséis años. «Cuando comencé a escribir, vivía en casa con un bebé y extrañaba a los niños a los que había estado enseñando».

## Obras
- Knowledge of Angels (1993), una novela filosófica medieval, fue preseleccionada para el Premio Booker en 1994.[10]

Otras novelas para adultos incluyen:
- Farewell. Great King (1972) - Adiós al rey (Bibliopólis, 2011)
- Lapsing (1986), sobre estudiantes universitarios católicos
- A Schoik for Lovers (1989), reelaboración de la trama de Cosi fan tutte de Mozart.
- The Serpentine Cave (1997), basada en un desastre de bote salvavidas en St Ives
- A Desert in Bohemia (2000), que sigue a un grupo de personajes en Inglaterra y en un país imaginario de Europa del Este a través de los años entre la Segunda Guerra Mundial y 1989.

### Imogen Quy
Paton Walsh escribió cuatro historias de detectives con el personaje de la enfermera universitaria a tiempo parcial Imogen Quy, ambientadas en el ficticio St. Agatha's College de la Universidad de Cambridge :
- The Wyndham Case (1993) - Un muerto en la biblioteca (Plaza & Janés, 1999)
- A Piece of Justice (1995) - El fraude del matemático (Plaza & Janés, 1999)
- Debts of Dishonour (2006)
- The Bad Quarto (2007)

### Lord Peter Wimsey
En 1998, completó la inacabada novela de Dorothy L. Sayers, Thrones, Dominations, sobre Lord Peter Wimsey - Harriet Vane. En 2002, siguió con otra novela de Lord Peter, A Presumption of Death. En 2010, publicó un tercer volumen, The Attenbury Emeralds. Su última incorporación a la serie, The Late Scholar, se publicó el 5 de diciembre de 2013 en el Reino Unido y el 14 de enero de 2014 en América del Norte.

### Libros infantiles
- Hengest 's Tale (St Martin's Press, 1966), ficción, ilustrado por Janet Margrie[13]
- The Dolphin Crossing (1967), adaptado para el escenario por Ed Viney (2012)
- Word Hoard: Anglos-Saxon stories (¿1969?), por Paton Walsh y Kevin Crossley-Holland
- Fireweed (1969)
- Goldengrove (1972)
- The Dawnstone (1973)
- Toolmaker (1973), libro ilustrado por Jeroo Roy
- The Emperor's Winding Sheet - Premio Whitbread de libros para niños, 1974
- The Butty Boy (1975), ilustrado por Juliette Palmer
- The Huffler (1975), ilustrado por Juliette Palmer
- The Island Sunrise: prehistoric Britain prehistórica (1975); una obra de no ficción
- Unleaving (1976), secuela de Goldengrove - Premio Boston Globe – Horn Book para ficción, 1976
- Crossing to Salamis (1977), libro ilustrado por David Smee
- The Walls of Athens (1977), libro ilustrado, por Smee
- A Chance Childl (1978)
- Childtre of the Fox (1978), ilustrado por Robin Eaton
- The Green Book (1981), ilustrado por Lloyd Bloom
- Babylon (1982)
- A Parcel of Patterns (1983)
- Gaffer Samson's Luck (1984) - Premio Smarties, 1985
- Torch (1988) - La antorcha (Siruela, 1992)
- Birdy and the Ghosties (1989) - Mira, y vuelve a mirar (Rialp, 1990)
- Grace (1991)
- When Grandma Came (1992), libro ilustrado por Sophy Williams
- Thomas and the Tinners (1995)

## Premios y reconocimientos
En 1974 obtuvo el The Whitbread Prize en 1974 por su obra The Emperor's Winding Sheet. En 1996 recibió la Orden del Imperio Británico por los servicios a la literatura y fue elegida miembro de la Royal Society of Literature. En 1998, ganó el Premio Phoenix de literatura de la Asociación de Literatura Infantil, reconociendo A Chance Child como el mejor libro para niños publicado veinte años antes.